# Senju-klanen
Senju-klanen (ja. for tusind evner, tusind hænder) er en klan fra mangaserien Naruto, der blev betragtet som den stærkeste klan i verden gennem krigsæraen, før de skjulte byer blev skabt. Sammen med deres rivaler fra Uchiha klanen skabte de fundamentet for byen Konohagakure, til det den er i dag.

## Historie
Senju-klanen er efterfølgere fra den yngre af de to brødre, valgt af Kongen af de seks veje til at arve ninjakunsten. Den yngre bror var født med kroppen af kongen og troede på, at man med kærlighed kunne holde fred. Dette førte til, at kongen valgte ham som arving, hvilke fik den ældre bror til at angribe ham i had. Det var altså Uchiha klanen der blev efterfølgere af den ældre bror, hvilket resulterede i en bitter rivalisering mellem Senju og Uchiha.
Senju-klanen blev kendt i æraen før de stiftede den skjulte by. Hvor andre klaner fokuserede på at mestre en bestemt evne, kunne Senju beherske alle evner, fra ninjutsu, til taijutsu, til genjutsu. På grund af dette blev de kendt som Klanen med de Tusind Evner, hvilket gav dem navnet deres tilnavn.
De mest kendte blandt klanens medlemmer var deres leder, Hashirama Senju. Han havde en unik evne til at skabe Wood Release, der skaber træer ud af chakra, hvilket gav klanen tilnavnet Senju klanen af Træerne (Mori no Senju Ichizoku (japansk)). Denne evne gav ham også kontrollen over de halede dæmoner, hvilket gjorde ham til den stærkeste shinobi på det tidspunkt.
Senju'erne var ubestridt i toppen af shinobi-verdenen, kun udfordret af Uchiha klanen. Så snart et land hyrede Senju'erne, ville modparten hyre Uchiha og omvendt. Dette første til rivalisering mellem de to klaner og mere specifikt mellem deres ledere, Hashirama og Madara Uchiha.
Selvom verden var i kontant blodudgydelse, havde Hashirama en drøm om fred mellem hans medmennesker. Bedre kendt som Ildvilje (viljen der gør en shinobi i stand til at kæmpe videre, selv når alt ser sortest ud, viljen til at leve i fred med sine medmennesker og beskytte sin by), fik Senju-klanen til at indgå en våbenhvile med Uchiha-klanen. Træt at krig og overtalt af Hashiramas store karisma og forhandlingsevne, accepterede Uchiha-klanen og sluttede deres blodige rivalisering. Kun Madara var imod denne våbenhvile. Han blev tvunget til at acceptere denne, men hans ydmygelse ville ikke slutte der.
Efter at alliancen med Uchiha-klanen blev indgået, hyrede Ild landet dem til at stabilisere sine grænser. Derfor oprettede de et fast bosted, Konoha. Derefter fulgte et system, hvor hvert land fik sin egen skjulte by. Som systemet blev mere og mere udbredt begyndte den konstante vold at stoppe og Hashiramas drøm begyndte at blive til realitet. Men det startede igen, da Hashirama blev nomineret til byens første Hokage – et skridt Madara følte som ren ydmygelse og han besluttede derfor at forlade byen for igen at angribe den.
Gennem årerne fik Senju-klanen herredømme over Konoha og det fik byen til at blive, hvad den er i dag. Efter den først Hokages død, trådte hans yngre bror, Tobirama Senju ind som den 2. Hokage, efterfulgt af den 3. Hokage, Hiruzen Sarutobi, der dog ikke var i blodlinje med Senju-familien. Han var trænet af både den 1. og den 2. Hokage og han trænede selv Jiraiya, der senere trænede den 4. Hokage, Minato Namikaze. Tsunade, den 5. Hokage, var også student under den Hiruzen og barnebarn til den 1. og grandniece til den 2. Alle var dybt besat af Ild vilje filosofien.
Det er ukendt, om Senju-klanen stadig eksisterer som en organisation. Der er ingen kendte personer med Senju-navnet, selvom den 5. Hokage, Tsunade, muligvis kunne være en Senju. Det er meget muligt at Senju-klanen blev delt op i mindre klaner og familier, da de ikke havde en specifik evne, så som Uchiha eller Hyuga Klanen. Dog levere deres legende stærkt videre i hjertet på Konohas indbyggere.